# Novo Selo (gmina Surdulica)
Novo Selo (cyr. Ново Село) – wieś w Serbii, w okręgu pczyńskim, w gminie Surdulica. W 2011 roku liczyła 30 mieszkańców.